# Istalif (Distrikt)
Istalif bzw. Estalef (persisch استالف) ist ein nördlicher Distrikt (Regierungsbezirk) der Provinz Kabul in Afghanistan. 
Namensgeber ist der im Südosten des Distrikts liegende Hauptort Istalif. Der Istalif Distrikt grenzt im Norden an die Provinz Parwan im Osten an den Distrikt Qara Bagh und im Süden an den Distrikt Guldara. 
Die Fläche beträgt 107,5 Quadratkilometer und die Einwohnerzahl 37.998 (Stand: 2020). 2002 hatte der Distrikt 29.800 Einwohner. Die Einwohner sind überwiegend Tadschiken, gefolgt von Paschtunen und Hazara.